# Nicolas Philbert
Ne doit pas être confondu avec Nicolas Philibert.
Nicolas Philbert, né le 31 octobre 1725 à Sexey-aux-Forges (Meurthe-et-Moselle) et mort le 24 juin 1797 à Villette, commune de Glaire (Ardennes), est un homme d'Église français du XVIIIe siècle et évêque constitutionnel, non reconnu par l'Église. Il tenta de maintenir la foi chrétienne au sein de l'éphémère diocèse de Sedan, de concilier tradition et esprit nouveau, tout en se montrant respectueux des lois et de l'État Français. Il connut les persécutions contre la religion catholique et contre les religions de façon générale.

## Curé de Sedan

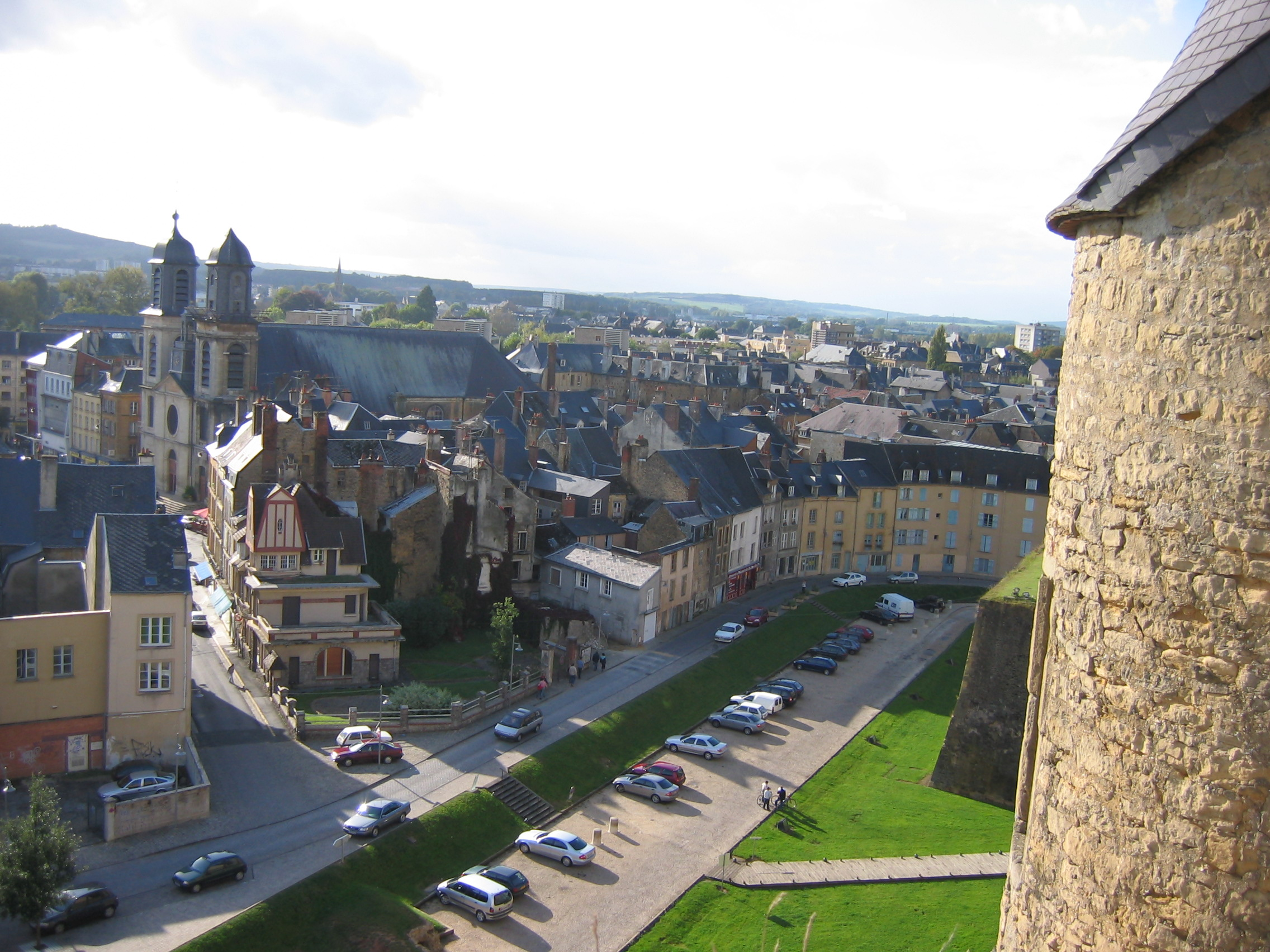
Sedan et son église Saint-Charles vues du château.

Nicolas Philbert est né en Lorraine, à Sexey-aux-Forges le 31 octobre 1725.
Il entre dans la congrégation de la Mission et devient lazariste. Après avoir exercé dans le diocèse de Soissons, il est nommé en 1762 curé de la paroisse Saint-Charles de Sedan. Il est très vite estimé de ses ouailles ou paroissiens.
Il fait refaire les boiseries du chœur de l'église Saint-Charles et est à l'origine de la construction du buffet d'orgue. il est également choisi comme délégué à l'Assemblée générale de Saint-Lazare en 1774 et comme visiteur de Champagne, ce qui le fait connaître du clergé de la région.
Il n'est pas simple d'être curé en pays sedanais. Sedan est annexé au royaume de France en 1642, et cette annexion est suivie peu de temps après de l'entrée des lazaristes dans cette ville huguenote. De cette annexion à la Révolution de 1789, Nicolas Philbert est d'ailleurs le prêtre qui a eu la longévité la plus grande dans cette fonction. La coexistence avec une communauté protestante, encore présente malgré la révocation de l’édit de Nantes et l'émigration d'une partie de ses membres, fait de ce territoire une « terre de mission » perpétuelle.

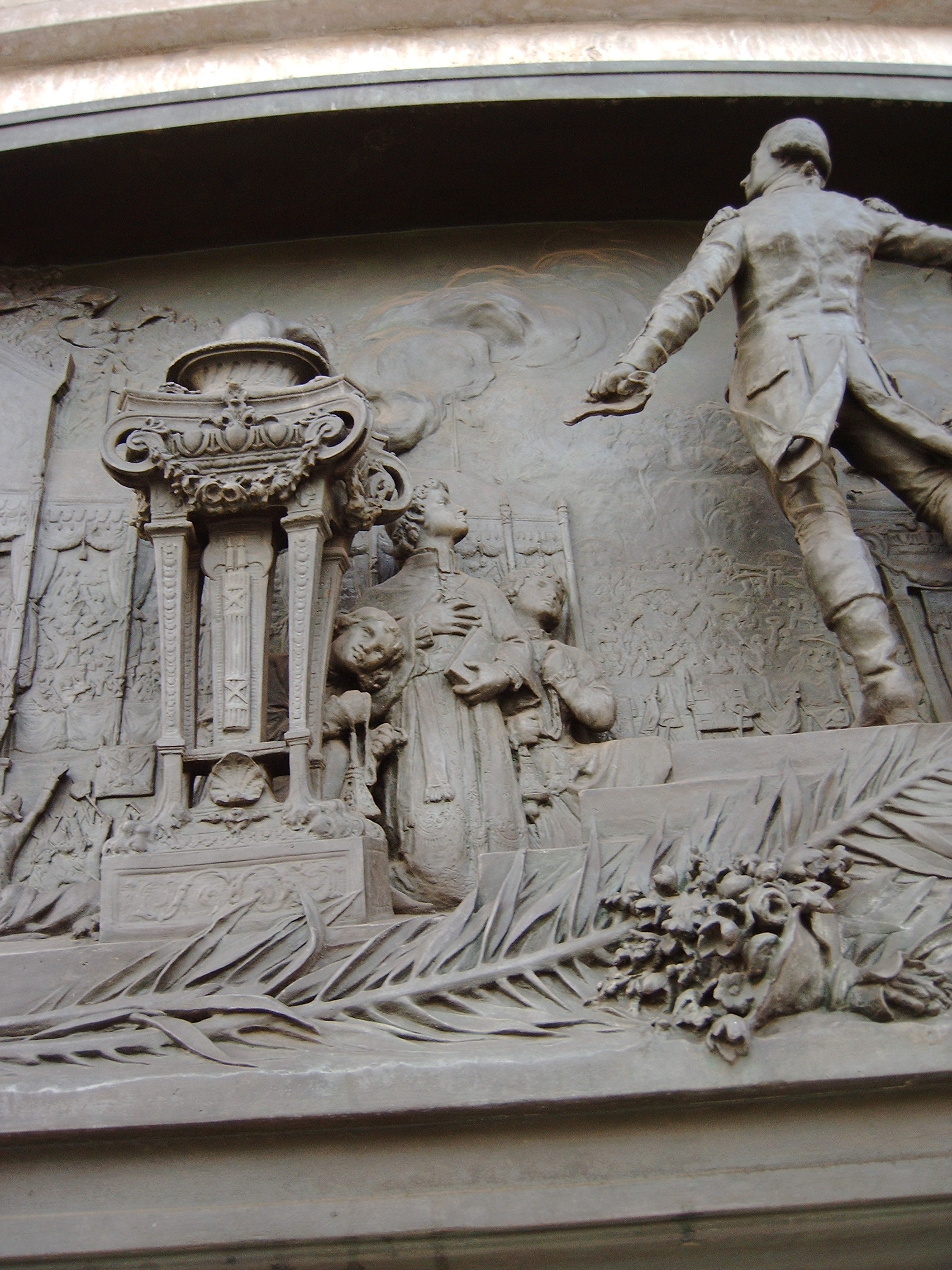
Monument sur la Fête de la Fédération.

Plutôt tolérant, le curé Philbert dénonce toutefois en 1770 des assemblées calvinistes dans une maison de Sedan. La perquisition qui s'ensuit ne donne rien, l'information sur cette intervention ayant visiblement transpiré.
Le 21 mai 1780, Nicolas Philbert écrit une longue lettre à l'archevêque de Reims, Alexandre Angélique de Talleyrand-Périgord, se plaignant de la hardiesse des protestants, de leurs assemblées et manifestations de plus en plus publiques, de leur présence au sein de l'administration municipale, etc. Il accuse dans un passage le parti protestant d'être une secte républicaine, et réellement ennemie de toute monarchie. Pour autant, ses rapports individuels avec les protestants restent bienveillants et urbains, et ceux-ci ne semblent pas lui tenir rancune de ces deux interventions, des positions de principe bien inopérantes d'ailleurs.
Nicolas Philbert s'investit également dans la vie de la cité en devenant en 1787 syndic de l'Assemblée de district.
Quelques années plus tard, en 1789, la Révolution bouleverse la donne politique tout en conservant dans un premier temps un régime de monarchie constitutionnelle.
Cette première étape ne heurte pas les idées de Nicolas Philbert et il se montre ouvert, bénissant en 1789 le drapeau de la Garde nationale de Sedan et participant à la Fête de la Fédération de la cité, le 14 juillet 1790. « Je vois », écrit Charles Pilard sur la base des souvenirs d'un jeune sedanais, Charles Henry Docquin, « Monsieur le curé Philbert et son clergé bénissant l'assemblée, les fantassins présentant les armes tandis que les chefs, s'approchant de l'autel, prêtent le serment civique et jurent fidélité à la Constitution. Je vois les jets de flamme et les nuages de fumée des grosses pièces de 24 du château qui tonnaient à tout casser, et les hussards d'Esterhazy avec leurs longs cheveux tressés en cadenettes autour de leurs oreilles, et leurs petits chevaux noirs qui se cabrent en descendant de la rampe. […] L'impression ineffaçable que j'ai gardée de cette cérémonie fut que tout le monde, jeunes et vieux, était dans une allégresse profonde, s'embrassait, riait ».
Deux jours auparavant, le 12 juillet, Sedan avait été choisi comme siège d'un nouvel évêché, dissocié du diocèse de Reims.

## Élu évêque
Le 22 novembre 1790, Nicolas Philbert est élu évêque constitutionnel des Ardennes par l'assemblée électorale des Ardennes, au troisième tour, par 190 voix sur 306 votants. Le 26 novembre, il écrit à l'archevêque  de Reims, le même à qui il avait écrit en 1780, Alexandre Angélique de Talleyrand-Périgord, pour lui annoncer son élection, l'assurer de ses meilleurs sentiments, lui demander conseil et appui dans le transfert de juridiction entre eux. Celui-ci, avant d'émigrer, lui répond qu’on n’entre pas dans l'épiscopat par une telle porte.
Devant les résistances apparues dans toute la France à la constitution civile du clergé, un serment est imposé au début de 1791. Il accepte de prêter serment, le 23 janvier 1791, alors que son frère aîné, Joseph, lui aussi prêtre, refuse, situation montrant combien l'adhésion à cette constitution du clergé déchire les familles catholiques.
Les différentes communautés ecclésiastiques se divisent sur la question. Certaines emboîtent le pas à leur nouvel évêque, comme les religieuses de l'hôpital, Sœurs de Saint Vincent de Paul, mais d'autres sont plus réticentes.
Le 26 février, Nicolas Philbert envoie une correspondance au Souverain Pontife Pie VI pour l'assurer de son obéissance, à un moment où ce dernier ne s'était pas encore exprimé officiellement. Le pape Pie VI a en effet observé un long silence devant les événements touchant l'Église de France, silence particulièrement sensible pendant la période où les prêtres étaient pressés de prêter serment. Le pape lui fait répondre par le cardinal Zelada qui désapprouve sa nomination.
Nicolas Philbert reçoit cette réponse le lendemain de sa consécration, le 12 mars 1791, à Paris. Cette consécration, dans l'église de l'Oratoire, est effectuée par Jean-Baptiste Pierre Saurine, évêque constitutionnel des Landes, Thomas Lindet, évêque constitutionnel de l'Eure, et François-Xavier Laurent, évêque constitutionnel de l'Allier. Il publie sa première lettre pastorale le 19 mars.
Pie VI intervient publiquement auprès de l'Église de France par un bref Quot aliquantum, le 10 mars 1791. Cet acte condamne la constitution civile du clergé qui renverse « les dogmes les plus sacrés et la discipline la plus solennelle de l'Église ». Le pape s'insurge en particulier contre l'élection des évêques par une assemblée purement laïque, audace législative qui va bien au-delà de ce que sera ultérieurement la séparation de l'Église et de l'État. Le 1er avril, Pie VI publie un deuxième bref qui appelle les prêtres ayant prêté serment à se rétracter et qui casse l'élection des évêques constitutionnels.
L'évêque constitutionnel des Ardennes, qui ne peut plus désormais se faire d'illusions sur la position du pontife, est trop engagé et choisit d'ignorer.
Ces deux lettres successives, à l'archevêque de Reims puis au pape témoignent cependant de sa sincérité et de sa volonté de concilier sa fidélité à l'Église et son respect des lois, en préservant dans la mesure du possible la concorde et la paix.
Dans une instruction du 10 mai 1791, il déclare : « fidèle à ma religion et docile à sa voix, je me suis soumis aux Décrets de l'Assemblée nationale ; et quand ils ne seraient pas tous régulièrement dans les formes usitées, tout homme sage doit convenir qu'ils n'ont rien de contraire à l'institution de J.C. ». Il incite régulièrement ses diocésains à rester à la fin fidèle à leur religion et respectueux de la loi.

## La Terreur
Le 10 août 1792, à la suite de l'assaut des Tuileries, la fin de la monarchie est proclamée. Le 12 août au soir, ce nouvel événement parisien, un tournant de la Révolution, est connu à Sedan. Le conseil municipal de la ville se réunit, en associant à cette réunion, de façon exceptionnelle, le général La Fayette et l'évêque Philbert : « la présence inusitée de ces deux personnages au Conseil dénotait évidemment qu'on devait y prendre des résolutions de la plus haute importance ». Ce Conseil ne se tient pas en présence du public, et les mines des participants semblent bien inquiètes en sortant. Le général La Fayette sort avec le maire. L'évêque, songeur et solitaire regagne sa demeure à travers les rues de la cité, sans apercevoir les saluts qui lui sont adressés. Le lendemain, dans une revue générale de ses troupes de l'Armée du Nord, La Fayette tente de leur faire jurer fidélité au Roi et à la Nation, mais l'accueil est très mitigé. Le général s'enfuit à l'étranger quelques jours plus tard alors que la municipalité bloque à leur arrivée trois commissaires de l'Assemblée.
En septembre 1792, des massacres éclatent à Paris et dans quelques grandes villes, dont Reims, touchant des religieux.
En octobre 1792, de nouvelles élections municipales ont lieu à Sedan. L'ancien conseil de la ville est compromis par son attitude lors de la fuite du général La Fayette à l'étranger. Une nouvelle équipe de montagnards et de sans-culottes est introduite à la tête de la municipalité. Prudent mais vigilant, l'évêque Philbert réussit toutefois à constituer une liste de modérés et à en faire élire quelques-uns, dont... trois de ses vicaires. Le même mois, il diffuse une autre instruction recommandant de se plier aux nouvelles modalités d'enregistrement de l'état-civil, tout en rappelant l'importance des sacrements religieux.
Le 6 novembre 1792, les officiers municipaux de Sedan dressent l'inventaire, conformément à la loi, des objets et mobiliers de l'église Saint-Charles.
Le 6 janvier 1793, des chaises sont empruntées pour un bal. On oublie de les rendre…
Le 23 janvier 1793, la ville de Sedan apprend la mort du roi, guillotiné. C'est un choc, plus fort peut-être que l'annonce de la fin de la monarchie constitutionnelle. Le soir même, alors que la ville semble s'endormir sous la neige, les cloches de l'église Saint-Charles se mettent à sonner. Le procureur frappe à la porte de l'évêque et les deux se précipitent à l'église. Ils y trouvent un malheureux, connu pour n'avoir plus tous ses esprits, tirant sans cesse sur les cordes. Son état mental bien connu suffit à convaincre le procureur d'arrêter là l'incident sans se couvrir de ridicule en arrêtant l'auteur de cette manifestation sonore.
Quelques jours auparavant, le 20 janvier 1793, Nicolas Philbert diffuse une nouvelle lettre pastorale, indiquant son inquiétude sur le projet de constitution de l'an I. Depuis septembre de l'année précédente, en effet, un comité prépare une nouvelle Constitution au sein de la Convention nationale, à la suite de la chute de la royauté. Des rumeurs sur ce projet lui font craindre l'instauration d'une religion civile qui aurait vocation à se substituer au christianisme. Dans sa lettre pastorale, il clame ses convictions sur la religion chrétienne, nécessaire à tout régime politique, et qui n'est en rien, argumente-t-il, en contradiction avec les valeurs de la République : « La sévérité même de l'évangile dont elle prescrit la rigide observation ne la rend que plus digne des mœurs républicaines dont elle épure les défauts et qu'elle sanctifie par la pureté de ses intentions et des rapports que ses disciples en doivent à Dieu comme à leur dernière fin ».
En plus de ces rumeurs sur un projet constitutionnel qui n'aboutira pas, l'évêque est confronté à une série de textes législatifs qui remettent en cause les traditions catholiques, sur le mariage, le célibat des prêtres, le divorce, le dimanche (confronté à la célébration du décadi). Il s'efforce de préserver le statut « séparé » du prêtre, dû au caractère sacré de sa mission, et interprète à sa manière les décrets de la Convention : « puisque la Convention a déclaré que ses décrets ne considéroient le mariage que comme un contrat civil, elle n'a pensé à rien moins qu'à établir le mariage des prêtres, mais uniquement à rendre légal le mariage des citoyens qui ne font pas profession de la foi catholique ». Interprétation restrictive qui fait sursauter quelques révolutionnaires…
Sa lettre pastorale lui vaut l'ordre, dès le 1er mars, de comparaître à la barre de Convention. Il est sommet de s'expliquer devant le comité de législation de cette Assemblée. Il lui en réaffirme son comportement loyal et son respect des lois. L'Assemblée, occupée à traiter de la défection du général Dumouriez, ne le reçoit pas.
La lettre pastorale est finalement censurée par décret de la Convention (le projet de décret étant présenté par Jean-Jacques-Régis de Cambacérès au nom de ce fameux comité de législation).
La persécution religieuse et les attaques contre des biens de l’Église s'amplifient progressivement. Le 1er juin 1793, l'église Saint-Laurent, de Sedan, est adjugée. Les statues, et les cercueils des princes de Sedan sont vendus pour quelques livres. Les cloches de l'église saint-Charles, cathédrale de l'évêque de Sedan, sont adjugées le 15 août 1793. Des scellés sont posés sur le bâtiment et toute célébration du culte cesse le 5 novembre 1793. Ses vicaires et plusieurs prêtres assermentés du département sont arrêtés et conduits à l'abbaye du Mont-Dieu, transformée en prison pour les suspects politiques.
Nicolas Philbert, meurtri de cette évolution, désabusé, écrit au procureur de la commune de Sedan qu'il démissionne pour raison de santé. Il se retire discrètement au château de la Villette, où une hospitalité amicale lui est offerte dans un bâtiment attenant. Le 24 novembre 1793, les statues de l'église Saint-Charles sont détruites et les objets saisis, y compris la mitre et la crosse de l'évêque. Le même jour, Nicolas Philbert refuse de remettre son acte d'ordination, qu'on lui demande.

## Dernières années
Le 9 thermidor (27 juillet 1794), c'est la chute brutale de Robespierre à Paris.
Un nouveau commissaire est envoyé par l'Assemblée Nationale à Sedan, c'est Charles-François Delacroix qui fait libérer progressivement les prisonniers du Mont-Dieu. Une période de Terreur blanche s'ouvre en pays sedanais comme ailleurs, s'exerçant en particulier contre les anciens meneurs des sans-culottes, arrêtés et guillotinés à leur tour.
Puis le calme revient et le climat s'apaise, y compris dans le domaine religieux. Delacroix interdit les bals et les beuveries dans l'enceinte de l'église Saint-Charles. Le 21 février 1795, à Paris, le député François-Antoine de Boissy d'Anglas fait voter l'autorisation de célébrer des offices religieux dans les demeures de particuliers, les églises restant fermées. Le 26 mars 1795, une troupe de femmes « libère » l'église Saint-Charles et en ouvre les portes malgré l'opposition d'un officier municipal. La même scène se déroule les jours suivants dans plusieurs communes du département.
Le 26 mai 1795, Nicolas Philbert se manifeste à nouveau, en publiant une longue condamnation du terrorisme.
À Paris, le 30 mai, deux députés, Jean-Denis Lanjuinais et l'Ardennais Pierre-Charles-Louis Baudin, ami de Philbert, bien que protestant, font voter l'autorisation du culte, constitutionnel s'entend. Jean-Denis Lanjuinais avait participé en 1790 à la rédaction de la constitution civile du clergé et a un frère évêque constitutionnel de Rennes.
Nicolas Philbert publie le 26 juin une déclaration de foi, avec neuf autres évêques constitutionnels, et s'emploie durant quelques semaines à réorganiser l'église dans les Ardennes. Le renouveau des pratiques religieuses est manifeste. Mais l'action de Nicolas Philbert est contrariée par ses vicaires, libérés, qui contestent son autorité.
L'évêque, âgé, fatigué, se retire une nouvelle fois à la Villette. Fin 1796, la maladie le gagne. Il y décède le 24 juin 1797.
Conformément à ses volontés, on l'enterre dans le cimetière de la petite église de ce village. Ses vicaires font graver une plaque de marbre, comparant sa conduite à celle du pasteur : « à la vu du loup, il ne s'enfuit pas et n'abandonna pas ses brebis ». L'inscription est relevée par plusieurs historiens, puis la tombe disparaît mystérieusement dans les décennies suivantes. En 1950, des recherches sont effectuées, sans succès. En 1982, toutefois, des travaux d'évacuation des eaux de pluie mettent au jour la plaque de marbre et la sépulture, sous vingt centimètres de terre, au pied du mur du cimetière, face à l'entrée de l'église. Une nouvelle inhumation est effectuée et le curé de Glaire lui apporte une dernière bénédiction.

## Publications
- L'évêque des Ardennes à la Convention nationale (Discours de), Paris, Imp. de Froullé / Pergamon press, coll. « Les archives de la Révolution française » (no 8935) (réimpr. 1989) (1re éd. 179-?), 7 p., 10,5 × 14,8 cm (OCLC 763229366, BNF 37236040, présentation en ligne, lire en ligne sur Gallica ).